# Bjerkreim
Bjerkreim er en kommune i Rogaland fylke i Norge med administration i byen Vikeså. Den grænser i nord til Gjesdal, i øst til Sirdal, i syd til Eigersund, og i vest til Hå og Time.

## Geografi
Bjerkreim kommune ligger mellem det flade Jæren i syd og Setesdal og fjeldmarken i Ryfylke i nord. I det lavtliggende syd er jorden godt egnet til landbrugsdrift. I nord er der fjeld og dale, og længst mod nord strækker fjeldtoppe sig over 900 meter op. De højeste toppe er Vinjakula på 907 meter og Skykula på 906 meter.
Dalene ligger i nordøstlig retning. De største dale er Ørsdalen og Austrumdalen. Disse dale er præget af store søer og høje fjelde. Den største sø, Ørsdalsvatnet er 18 km lang. I nordvest er Gloppedalsuren det største stenskred i Nordeuropa.
I Bjerkreim ligger Bjerkreimsvassdraget. De fleste søer, bække og elve, som findes i kommunen, hører til dette elvsystem, som munder ud i havet ved Egersund.

## Historie
Fund fra stenalderen dokumenterer, at der allerede for 5.000-6.000 år var bosættelser i Bjerkreim.
I krigsårene 1940-45 var Bjerkreim arena for flere krigshændelser. Slaget i Gloppedalsuren i aprildagene i 1940 står som symbol på den norske modstandskraft, hvor flere tyskere mistede livet. Flere Bjerkreimboer deltog i modstandsarbejdet, og i efteråret 1944 gik tyskerne til angreb på Gjedrem, hvor flere norske flygtninge var i skjul. Senere er denne hændelse blevet kaldt Slaget på Gjedrem. Omkring 100 bjerkreimboer blev taget som tyske krigsfanger, men alle kom hjem igen.
I Bjerkreim er der tre kirker/kapeller. Bjerkreimskirken er fra 1835. Senere opførtes et kapel i Ivesdal og for omkring 20 år siden en kombineret skole og kapel i Ørsdalen. I bygden har der været stærke religiøse og kristne traditioner. Den religiøse leder Knud Spødervold er født der ligesom salmedigteren Trygve Bjerkrheim. Flere missionærer har deres hjemsted i Bjerkreim.